# 會員
會員，是一個社團的成員，有會規條款，有權利和責任。會員可以分為不同的級別，例如按選舉權分類，分為基本會員，幹事會成員或大選舉團成員和主席、副主席、幹事等。
沒有選舉權的會員，其實是該會的服務對象，例如學生會、教會、工會、業主會、遊艇會、卡拉OK會，以及企業中的客戶獎勵計算的會員，甚至是網上討論區（如：高登會員）等。
會員的英譯為Member，不過英文Member意思包括「會員、成員」，後者比會員資格更廣泛，包括上流社會成員、家族成員、公司集團成員。想成為家庭成員，不能以「申請入會」成事。